# La Reine des bandits
Pour plus de détails, voir Fiche technique et Distribution.
La Reine des bandits (बैंडिट क्वीन, Bandit Queen) est un film biographique indien réalisé par Shekhar Kapur et sorti en 1994.
Le film est adapté sur l'histoire vraie de Phoolan Devi, inspiré de sa propre biographie écrite par l'auteure indienne Mala Sen (en).
Le film a remporté le National Film Award du meilleur film hindi, le Filmfare Critic's Award du meilleur film en 1995 et de la meilleure réalisation, deux ans plus tard. Il a été présenté pour la première fois dans la section Quinzaine des réalisateurs du Festival de Cannes 1994 et a été projeté au Festival du film d'Édimbourg.
Le film a été sélectionné pour représenter l'Inde à la cérémonie des Oscars mais n'est pas été retenu pour l'Oscar du meilleur film en langue étrangère.

## Slogan
C'était le hors-la-loi le plus redouté de l'Inde. Son nom est Phoolan Devi, la Déesse des Fleurs.

## Synopsis
Le 12 février 1983, le hors-la-loi le plus célèbre et le plus redouté de l'Inde se livre à la police. Il s'agit d'une femme, Phoolan Devi (Seema Biswas), surnommée la Reine des Bandits. Née au cœur d'une famille issue de caste inférieure, comment a-t-elle fait, pendant cinq ans pour régner sur le fleuve Chambal et terroriser la caste dirigeante, pour devenir un tel symbole de la révolte et du combat ?

## Fiche technique
Sauf indication contraire, les informations mentionnées dans cette section peuvent être confirmées par la base de données cinématographiques IMDb,  présente dans la section « Liens externes ».
- Titre : La Reine des bandits
- Titre original : बैंडिट क्वीन, Bandit Queen
- Réalisation : Shekhar Kapur
- Scénario : Ranjit Kapoor et Mala Sen
- Casting : Tigmanshu Dhulia
- Dialogues : Ranjit Kapoor
- Direction artistique : Ashok Bhagat
- Décors : Eve Mavrakis
- Costumes : Dolly Ahluwalia
- Maquillage : Edwin Williams
- Photographie : Ashok Mehta
- Montage : Renu Saluja
- Musique : Nusrat Fateh Ali Khan
- Production : Bobby Bedi
- Sociétés de production : Channel Four Films, NH Studioz et Narendra Hirawat & Co
- Sociétés de distribution[5] : 
  - France : UGC Fox Distribution
  - Inde : Amitabh Bachchan Corporation Limited
- Pays de production :  Inde
- Langues originales : hindi, assamais
- Format : couleurs - 35 mm - 2,35:1 - son : DTS | Dolby Digital | SDDS
- Genre : biographique, drame, policier
- Durée : 119 minutes (1h59); 102 minutes (1h42) (version courte)
- Dates de sortie en salles [6] : 
  - Inde : 26 juillet 1995
  - France : 12 mai 1994 (festival de Cannes); 26 juillet 1995 (sortie nationale)
- Film interdit aux moins de 16 ans de sa sortie en salles en France[7].

## Distribution
- Seema Biswas : Phoolan Devi
- Nirmal Pandey : Vikram Mallah
- Aditya Srivastava : Puttilal
- Ram Charan Nirmalker : Devideen
- Savitri Raekwar : Moola
- Gajraj Rao : Ashok Chand Thakur
- Saurabh Shukla : Kailash
- Manoj Bajpai : Man Singh
- Raghuvir Yadav : Madho
- Rajesh Vivek : Baba Mustakim
- Anirudh Agarwal : Babu Gujjar
- Govind Namdeo : Thakur Shri Ram

## Accueil

### Accueil critiques
Il a reçu un accueil critique très favorable, recueillant 100 % de critiques positives, avec une note moyenne de 7,5/10 et sur la base de 33 critiques collectées, sur le site agrégateur de critiques Rotten Tomatoes.

« Inclassable, la Reine des bandits est aussi éloigné des atmosphères raffinées, où la parole est reine, des films de Satyajit Ray que des films populaires indiens mêlant scènes d'action et comédies musicales. Il se situe dans un no man's land esthétique très étrange: la violence, omniprésente, n'est jamais stylisée ou banalisée. […] Le film force le respect. Shekhar Kapur évite le piège du voyeurisme, filme les situations les plus scabreuses avec tact, sans pour autant occulter leur violence. Il nous entraîne dans une Inde qui n'a plus grand-chose à voir avec le tourisme et le cinéma, colonial ou non: un tiers-monde où la misère est moins flagrante qu'un étonnant état de non-droit. Sur ce strict plan informatif, le film est saisissant. S'il ne rend pas forcément justice à son héroïne (pourtant remarquablement jouée à l'âge adulte par Seema Biswas, enfant par Sunita Bhatt), c'est qu'il fait de son combat une vengeance plus qu'une épopée idéologique. »

— Michel Ardan, Les Échos.

« Au mieux, cela rappelle les «westerns» radicaux du tiers-monde comme Antonio Das Mortes de Glauber Rocha ainsi que les films de Kenji Mizoguchi sur la cruauté des hommes envers les femmes. Pourtant, malgré son ambition, sa colère tonique et son panache visuel, il reste bien en deçà de ces points de référence en raison de son empilement sensationnaliste et assez aveugle d'horreurs et de violence […] Néanmoins, c'est un film assez émouvant qui en met plein aux yeux. »

— Jonathan Rosenbaum, Chicago Reader.

« Au rythme serré, puissamment écrit et bien interprété, La Reine des bandits est un film d'aventure de première qualité. Comme La liste de Schindler, il n'y a pas de diatribe politique ici. Les actions et les événements sont autorisés à définir le climat social. Le film parvient à saisir le public d'une manière qu'aucun discours moralisateur ne pourra jamais. Devi, interprétée de manière saisissante par l'actrice Seema Biswas, devient réelle, et il ne nous faut pas longtemps pour sentir sa rage bouillonnante face à la montagne d'injustices qui s'élève au-dessus d'elle. Il est inconfortable de sympathiser avec quelqu'un qui devient si impitoyable et intransigeant, mais c'est le chemin déchirant sur lequel le réalisateur Kapur nous entraîne. […] Car, quels que soient vos sentiments sur le film ou sa protagoniste, La Reine des bandits ne vous laissera pas indifférent. »

— James Berardinelli, Reelviews.

## Distinctions
- Entre 1994 et 1997, La Reine des bandits a été sélectionné neuf fois dans diverses catégories et a remporté sept récompenses[12].
- Le film fut sélectionné pour représenter l'Inde à la 67e cérémonie des Oscars en 1995 mais n'est pas été nommé pour l'Oscar du meilleur film en langue étrangère.

### Récompenses et nominations
| Année | Cérémonie                                    | Prix                                                    | Lauréat              |
| ----- | -------------------------------------------- | ------------------------------------------------------- | -------------------- |
| 1994  | Festival international du film de Valladolid | Nomination au Épi d'or du meilleur film                 | Shekhar Kapur        |
| 1995  | Filmfare Awards                              | Lauréat du Filmfare Critic's Award du meilleur film     | La Reine des bandits |
| 1995  | National Film Awards                         | Lauréat du National Film Award du meilleur film hindi   | La Reine des bandits |
| 1995  | National Film Awards                         | Lauréate du National Film Award de la meilleure actrice | Seema Biswas         |
| 1995  | National Film Awards                         | Lauréate du National Film Award des meilleurs costumes  | Dolly Ahluwalia      |
| 1997  | Filmfare Awards                              | Lauréat du Filmfare Award du meilleur réalisateur       | Shekhar Kapur        |
| 1997  | Filmfare Awards                              | Lauréate du Filmfare Award du meilleur espoir féminin   | Seema Biswas         |
| 1997  | Filmfare Awards                              | Lauréate du Filmfare Award de la meilleure photographie | Ashok Mehta          |
| 1997  | Filmfare Awards                              | Nomination au Filmfare Award de la meilleure actrice    | Seema Biswas         |

### Sources et bibliographie
- (en) Richard Shears et Isobelle Gidley, Devi: The Bandit Queen, Allen & Unwin, 1984, 278 p. (ISBN 978-0868614182)
- (en) Mala Sen, India's Bandit Queen: The True Story of Phoolan Devi, HarperCollins, 1991, 254 p. (ISBN 978-0002720663)
- (fr) Irène Frain, Devi, Fayard, 1993, 460 p. (ISBN 978-2213028996)
- (en) Phoolan Devi, Marie-Thérèse Cuny et Paul Rambali, I, Phoolan Devi: The Autobiography of India's Bandit Queen, Little, Brown and Company, 1996, 472 p. (ISBN 978-0316879606)
- (en) Roy Moxham, Outlaw: India's Bandit Queen and Me, Rider, 2010, 224 p. (ISBN 978-1846041822)

### Article sur le film
- Jacques Morice, « Bandit Queen », Télérama no 3284-3285, Télérama SA, Paris, p. 192, 19 décembre 2012,  (ISSN 0040-2699)